# 김승미 (가수)
김승미(1961년 8월 7일 ~ )는 대한민국의 가수이며 록 음악 보컬 그룹 서울 패밀리의 일원이기도 하다.

## 생애
혜은이의 사촌 여동생인 그녀는 1980년 언더그라운드 라이브 클럽에서 록 음악 가수로 첫 데뷔하였고 1982년 《김승미 1집》을 발표하였으며 1984년 남성 가수 위일청과 함께 록 음악 밴드 "서울 패밀리"의 보컬리스트로 활동을 시작하였고 이듬해 1985년에는 영화 《내 사랑 짱구》의 OST 음반에 참여하여 솔로 가수 재개하였으며 1988년 《김승미 2집》을 발표하여 솔로 가수로 본격 컴백하였으나 록 음악 가수 겸 뮤지컬 배우 출신의 김윤호와 결혼 이후 남편 김윤호와 함께 의기상투하여 록 음악 보컬 그룹 "서울 패밀리"를 재결성하여 활동하고 있다. 2021년 2월 19일 남편 유노와 사별하였다.

## 가수 외 활동

### 예능
- 2015년 MBC 《미스터리 음악쇼 복면가왕》 - 까마귀 날자 배 떨어진다 오비이락